# Josef Brunner (Politiker, 1928)
 Josef Adalbert Brunner (* 12. August 1928 in Ettmannsdorf, heute zu Schwandorf; † 25. Januar 2012) war ein deutscher Politiker (CSU). Er war von 1980 bis 1987 und erneut von Mai bis Oktober 1990 Mitglied des Deutschen Bundestages.

## Leben
Brunner absolvierte von 1943 bis 1946 eine landwirtschaftliche Lehre in Richt, einem Ortsteil von Krondorf, das 1972 nach Schwandorf eingemeindet wurde. Anschließend besuchte er die Landwirtschaftliche Fachschule Weltenburg, die er 1949 mit der Gehilfenprüfung beendete. Danach ging Brunner für jeweils ein Jahr zur Bayerischen Bauernschule in Herrsching und zur Deutschen Bauernhochschule Fredeburg. Nach seinem Schulbesuch begann Brunner 1952 zu arbeiten – zunächst als angestellter Landwirt; erst 1955 machte er sich selbständig.

## Politik
Brunner begann seine politische Karriere 1956, als er zunächst noch als parteiloser Kreisrat von Burglengenfeld und als Gemeinderat in Krondorf auf der CSU-Liste stand. Erst 1960 trat er dann in die Partei ein. Er war lange Jahre Gemeinderat und dann auch Stadtrat in Schwandorf, Mitglied im Kreis- und Bezirkstag. Er verstand sich als Interessenvertreter der Bauern. So war er seit 1975 Vorsitzender der Landesvereinigung der Erzeugergemeinschaften für Qualitätskartoffeln in Bayern und wurde zwei Jahre später sowohl Vorsitzender der Fachgruppe Kartoffeln in der Bundesarbeitsgemeinschaft der Erzeugergemeinschaften, als auch des Fachausschusses Kartoffeln im Deutschen Bauernverband. Ab 1980 war er Vorsitzender der Arbeitsgemeinschaft der Deutschen Kartoffelwirtschaft und seit 1987 stellvertretender Präsident des Bauernverbandes im Bezirk Oberpfalz. Im Jahr 1970 war Brunner auch ehrenamtlicher Richter beim Verwaltungsgericht in Regensburg.
Brunner war in der neunten und zehnten Wahlperiode von 1980 bis 1987 durchgehend Mitglied des Deutschen Bundestages. In den ersten beiden Legislaturperioden zog er über die Landesliste der CSU ins Parlament ein. In der elften rückte er am 5. Mai 1990 für den ausgeschiedenen Abgeordneten Alfred Biehle nach, wenige Monate bevor die Legislaturperiode endete. Während seiner ersten Abgeordnetentätigkeit war er durchgängig Mitglied des Ausschusses für Ernährung, Landwirtschaft und Forsten, außerdem die ersten beiden Perioden stellvertretend im Petitionsausschuss und in der letzten Periode, ebenfalls stellvertretend im Ausschuss für Post und Telekommunikation. Nach 1990 schied er endgültig sowohl aus dem Bundestag wie auch aus dem Kreistag von Schwandorf aus.